# Palacio de los Duques de Pastrana
El palacio de los Duques de Pastrana o palacio Gilhou es un palacete español del siglo XIX situado entre las calles de Platería y el paseo de La Habana del barrio de Nueva España (distrito de Chamartín) de Madrid. Fue declarado Bien de Interés Cultural en 1979. Actualmente pertenece a la ONCE y se utiliza para eventos y actos. 

## Historia y descripción
El financiero francés Louis Guilhou Rives adquirió los terrenos que ocupa el palacio a la duquesa de Pastrana para establecer su residencia en Chamartín de la Rosa. Adquirió numerosas tierras y estableció una tahona y una curtiduría.
Según Menéndez Pidal, Napoleón se aposentó en este palacio durante su corta estancia en Madrid durante la Guerra de la Independencia. Esto evidencia el temor del general francés, que no se asentó en un lugar más preeminente. Menéndez Pidal mostró su interés en que no se derribara y se dedicara a un museo que conmemorara tal fecha histórica. Solicitó en 1974 que fuera declarado monumento nacional. Finalmente, en 1979, fue declarado Bien de Interés Cultural.
De su diseño arquitectónico, de clara influencia francesa, destaca la elegante fachada rectangular, con el porche de columnas y sus jardines en forma de trapecio. El palacio consta de un cuerpo rectangular principal con dos cuerpos laterales que sobresalen, dejando al principal entre estos dos cuerpos salientes. Todo el conjunto está coronado por cuatro torres.
Actualmente pertenece a la ONCE y se utiliza para eventos y actos.